# Wort zum Sonntag
Wort zum Sonntag (so die Eigenschreibweise) ist eine religiöse Sendung des Schweizer Radios und Fernsehens, die wöchentlich am Samstagabend um 20:00 Uhr im Programm von SRF 1 ausgestrahlt wird. Die erste Sendung mit dem heutigen Titel wurde im Januar 1958 ausgestrahlt und ist damit eine der ältesten Sendungen des Schweizer Fernsehens. Zuvor war sie vom 13. Juni 1954 bis 8. Januar 1958 unter dem Titel «Zum heutigen Sonntag» im Programm.

## Inhalt
Die Sendung versteht sich selbst als «Kommentar aus christlicher Sicht zu religiösen, spirituellen und ethischen Fragen des Individuums und der Gesellschaft der Gegenwart». Sie greift gesellschaftliche Themen und Fragen der individuellen Lebensgestaltung auf. Die Sprecher reden im eigenen Namen und nehmen aus christlicher Perspektive zu den Themen Stellung, wobei sie eigenes Wissen und gelebte Spiritualität einfließen lassen.

## Sprecher
Als Sprecher wechseln sich Theologinnen und Theologen der römisch-katholischen, der evangelisch-reformierten, der methodistischen und der christkatholischen Kirche ab. Das Redaktionsteam besteht aus zwei protestantischen, zwei römisch-katholischen Theologen und einem christkatholischen Theologen.

## Weblink
- Sendungsporträt – Wort zum Sonntag auf der Website des Schweizer Fernsehens